# Gradientenguss
Der Gradientenguss ist ein Gießverfahren in Formgießereien.
Die Bezeichnung wird vom Begriff des Temperaturgradienten abgeleitet, der als Maß für die Abkühlung einer Schmelze in der Gussform dient. Für zwei verschiedene Schmelzen ergeben sich auch unterschiedliche Temperaturgradienten. Damit wird es ermöglicht, dass sich eine Schmelze mit einer rascheren Abkühlung in der Gießform, also einem hohen Temperaturgradienten, zuerst an bestimmten Stellen der Form soweit verfestigt, dass sie mit einer Schmelze anderer Zusammensetzung über- oder umgossen werden kann. Dort wo die Schmelzen aufeinandertreffen, entstehen sie verbindende intermetallische Phasen, die aus Elementen beider Schmelzen bestehen.

## Anwendungsbereiche
Das Verfahren wird sowohl in Eisengießereien, bei Verwendung aufgrund ihrer Graphitausbildung unterschiedlich rasch erstarrender Gusseisenschmelzen, als auch bei Leichtmetallguss, vornehmlich bei der Herstellung von Motorblöcken eingesetzt und soll in diesem Falle zu einer Gewichtseinsparung führen. Eine entsprechende Formgestaltung – in der Regel sind es Sandformen – ermöglicht das Abgießen bestimmter Bereiche der Form mit einer Aluminium-Legierung, anderer mit einer Magnesiumlegierung. Die Aluminiumlegierung wird dabei den besonders beanspruchten Teilen des Motorblocks, wie etwa den Zylinderwandungen, zugeführt. Rein der äußeren Formgebung dienende Partien werden unter Einsparung von Gewicht mit der Magnesiumlegierung gefüllt.
Gewichtseinsparung ist auch das Ziel beim Hybridguss, nur werden hier bereits fertige Teile des künftigen Gußstücks, zumeist thermisch besonders beanspruchte, als „Insert“ in die Form eingesetzt und dann mit einer Magnesiumlegierung umgossen. Praxisrelevant ist dies bei der Herstellung von Kurbelgehäusen für Automobilmotoren.